# جمعیت‌شناسی بلژیک
تراکم جمعیت بلژیک (۳۴۲ نفر در هر کیلومتر یا ۸۸۶ نفر در هر مایل مربع) یکی از بالاترین تراکمات جمعیت بعد از هلند و بعضی ابرایالات مانند موناکو در اروپاست. پرتراکم‌ترین مناطق از نظر جمعیت در اطراف بروکسل قرار دارند، شهرهای پرتراکمی مانند آنتورپ، خنت و موون که به نام الماس فلاندری معروف اند و مراکز شهری مهم دیگری مانند لیژ، شارلوآ، مونز، کورتریک، بروژ، هسلت و شهر نامور. شهر آردنس کمترین تراکم جمعیت را داراست. آمار سال ۲۰۰۵ جمعیت منطقه فلاندری را در حدود ۶۰۴۳۱۶۱، والونی ۳۳۹۵۹۴۲ و بروکسل را ۱۰۰۶۷۴۹ نشان می‌دهد.

مناطق زبانی بلژیک:

در حدود ۵۸ درصد از جمعیت کشور هلندی زبان، ۴۱ درصد فرانسه زبان و کمتر از یک درصد آلمانی زبانند. بروکسل، با ۸ درصد از جمعیت کشور، به‌طور رسمی دوزبانست. (فرانسه-هلندی). بروکسل از شهری عمدتاً هلندی زبان هنگامی که ایالت بلژین در سال ۱۸۳۰ با زبان رسمی فرانسوی در آن زمان به استقلال رسید، نشات گرفت. اکثریت عظیمی از جمعیتش (در حدود ۸۵ تا ۹۰٪ محاسبه شده که به‌طور دقیق نمی‌توان گفت چراکه آمار دقیقی در دست نیست)تحت عنوان ضد فرانسه ثبت شده‌اند، این میزان از جمعیت شامل تعداد زیادی از شهروندان خارجی بروکسل است که زبان فرانسه را به عنوان زبان دوم (بعد از زبان مادری شان) یا زبان اصلی انتخاب نموده‌اند.
هم هلندی زبانان و هم فرانسه زبانان بلژیکی تفاوت‌های جزئی در لغت و معنا با لهجه‌های زیادی که در هلند و فرانسه صحبت می‌شوند دارند.بسیاری از مردم هنوزه می‌توانند به لهجه‌های زبان هلندی صحبت کنند.اما در مورد زبان والونیایی می‌توان گفت که اغلب بیشتر توسط افراد مسن صحبت و فهمیده می‌شود. این لهجه‌ها همراه با لهجه‌های دیگری مثل زبان پیکاردیایی یا لیمبورخی 
در زندگی روزمره به کار برده نمی‌شود.
در حدود ۸۶٪ از جمعیت بلژیکی دارای ملیت بلژیکی هستند.۹٪ (بر اساس تعداد) ایتالیایی، مراکشی، فرانسوی، ترکی یا هلندی هستند و ۵٪ یکی از ملیت‌های دیگر را دارا می‌باشند.
از زمان استقلال، اصول مذهبی کاتولیکی با اصول قوی آزاداندیشی و به خصوص جریانات فراماسونری هم تراز شده و نقشی مهم در سیاست بلژیک ایفا نموده‌است. قانون اساسی بلژیک معتقد به آزادی مذهب است و دولت به‌طور کلی عملاً به این حق احترام می‌گذارد.
طبق تحقیق و مطالعات مذهب در سال ۲۰۰۱  در حدود ۴۷٪ از جمعیت خود را متعلق به کلیسای کاتولیک می‌دانند در حالی که دین اسلام با ۳٫۵ ٪ دومین دین بزرگ به‌شمار می‌رود. بررسی‌ای که در سال ۲۰۰۶ در فلاندرز انجام شد نشان می‌دهد که ۵۵٪ از مردم خود را مذهبی می‌دانند و ۳۶٪ اعتقاد دارند که خداوند جهان را خلق کرده‌است.(همچنین به مذهب در بلژیک توجه بفرمائید).
۹۸٪ از جمعیت بزرگسال شمارش شده باسواد هستند تحصیلات از سنین ۶ تا ۱۸ سال اجباری است اما بسیاری از بلژیکی‌ها تا سن حدوداً ۲۳ سالگی به تحصیل ادامه می‌دهند.در بین کشورهایOECD در سال ۱۹۹۹ بلژیک سومین مقام تحصیل را در بین جوانان ۱۸ تا ۲۱ ساله که ۴۲٪ از جمعیتش را تشکیل می‌دادند، کسب نمود. با وجود این در سال‌های اخیر توجه مردم به سواد حرفه‌ای رو به افزایش است.در دوره ۱۹۹۴ تا ۱۹۹۸، ۱۸٫۴ ٪ از جمعیت دچار کمبود مهارت‌های سواد حرفه‌ای بودند. با توجه به این که نظام آموزشی بلژیک همواره منعکس‌کننده کشمکش‌های سیاسی تاریخی بین بخش‌های کاتولیک و آزادی اندیش جمعیت کشورش بوده‌است، در هر اقلیت به شاخه لائیک تقسیم شده که توسط همان اقلیت، استان‌ها، یا شهرستان‌ها و مذاهب خیریه اکثراً کاتولیک، - تحت کنترل مقام‌های مذهبی و اقلیتی، اغلب اسقف‌نشین - کنترل می‌شوند.
با این حال باید در نظر داشت که – حداقل برای مدارس کاتولیک –مقام‌های مذهبی قدرت بسیار محدودی در این مدارس دارند.